# Sagittarius Window Eclipsing Extrasolar Planet Search

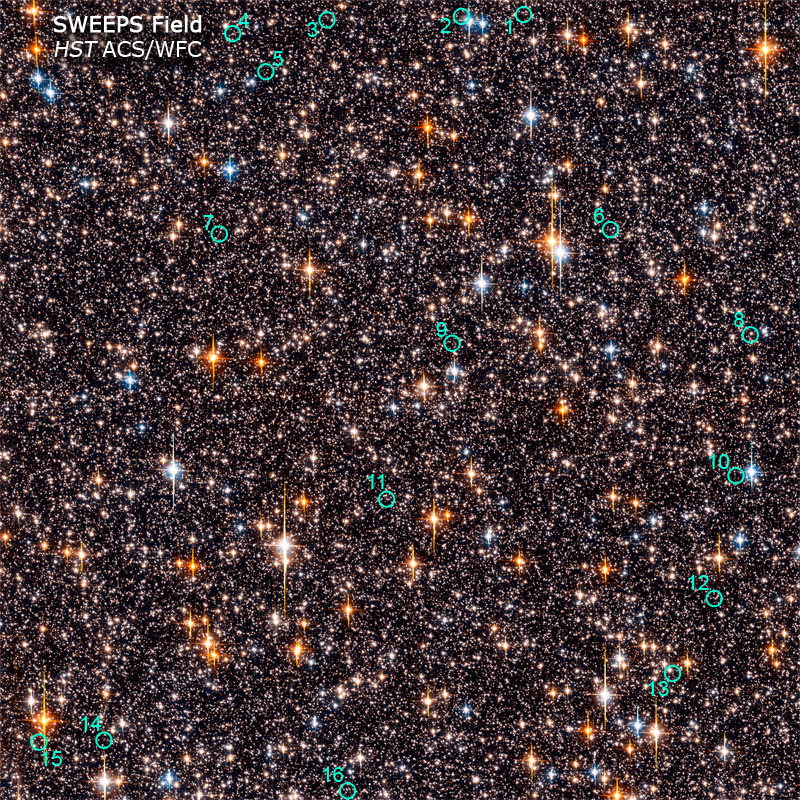
SWEEPSが観測したいて座Iウィンドウ。惑星が発見された位置は緑色の円で表されている。

Sagittarius Window Eclipsing Extrasolar Planet Search（いて座ウィンドウにおける食を起こす太陽系外惑星の探査, SWEEPS）とは、2006年に行われた天文サーベイである。食検出法を用いて太陽系外惑星を発見することを目的とし、ハッブル宇宙望遠鏡に搭載された掃天観測用高性能カメラを使用して18万個の恒星を7日間監視した。

## 観測対象
SWEEPSでは、太陽系から2万7000光年の距離にある銀河系中心部（銀河バルジ）の恒星を観測対象とし、「いて座Iウィンドウ」と呼ばれるいて座の一角に望遠鏡が向けられた。銀河系の円盤には背景光を遮る星間物質が分布し、銀河バルジの観測を妨げているが、いて座Iウィンドウの方角は星間物質が少ないためバルジに属する多数の星を同時に観測するのに適していた。

## 成果
サーベイでは16個の太陽系外惑星の候補天体が発見された。発見頻度は太陽系の近傍と比べ同じ程度だった。惑星の公転周期は0.6日から4.2日の間に分布しており、公転周期が1.2日を下回る惑星が発見されたのは初めてだった。SWEEPSのチームはこれらを極超短周期惑星 (USPP) と称している。USPP の発見は低質量の星の周囲に限られることから、大質量の恒星ではUSSPは破壊されてしまうか、そのような軌道にまで惑星が移動することを妨げる何らかのメカニズムが存在することが示唆されている。
発見された天体のうち、SWEEPS-4とSWEEPS-11は主恒星の明るさが十分に大きかったため視線速度法による観測を行うことができた。その結果、両天体が実際に惑星と呼べる質量を持っていることが確かめられた。
下の表は、ネイチャーに掲載された記事を参照した Extrasolar Planets Encyclopaedia と SIMBAD のデータに基づく。

### 惑星
SWEEPSによって発見された太陽系外惑星の一覧を示す。

### 恒星
SWEEPSによって周囲に系外惑星が発見された恒星の一覧を示す。